# Моя чарівна леді (фільм, 1964)
«Моя чарівна леді» (англ. My Fair Lady) — американський музичний комедійний фільм 1964 року, режисера Джорджа К'юкора, створений на основі однойменного мюзиклу Алана Джей Лернера — текст та Фредерика Лоу (музика), який своєю чергою був створений на основі п'єси «Пігмаліон» (1913 та 1938 років) Бернарда Шоу, що мала грандіозний успіх на театральній сцені.

## Сюжет

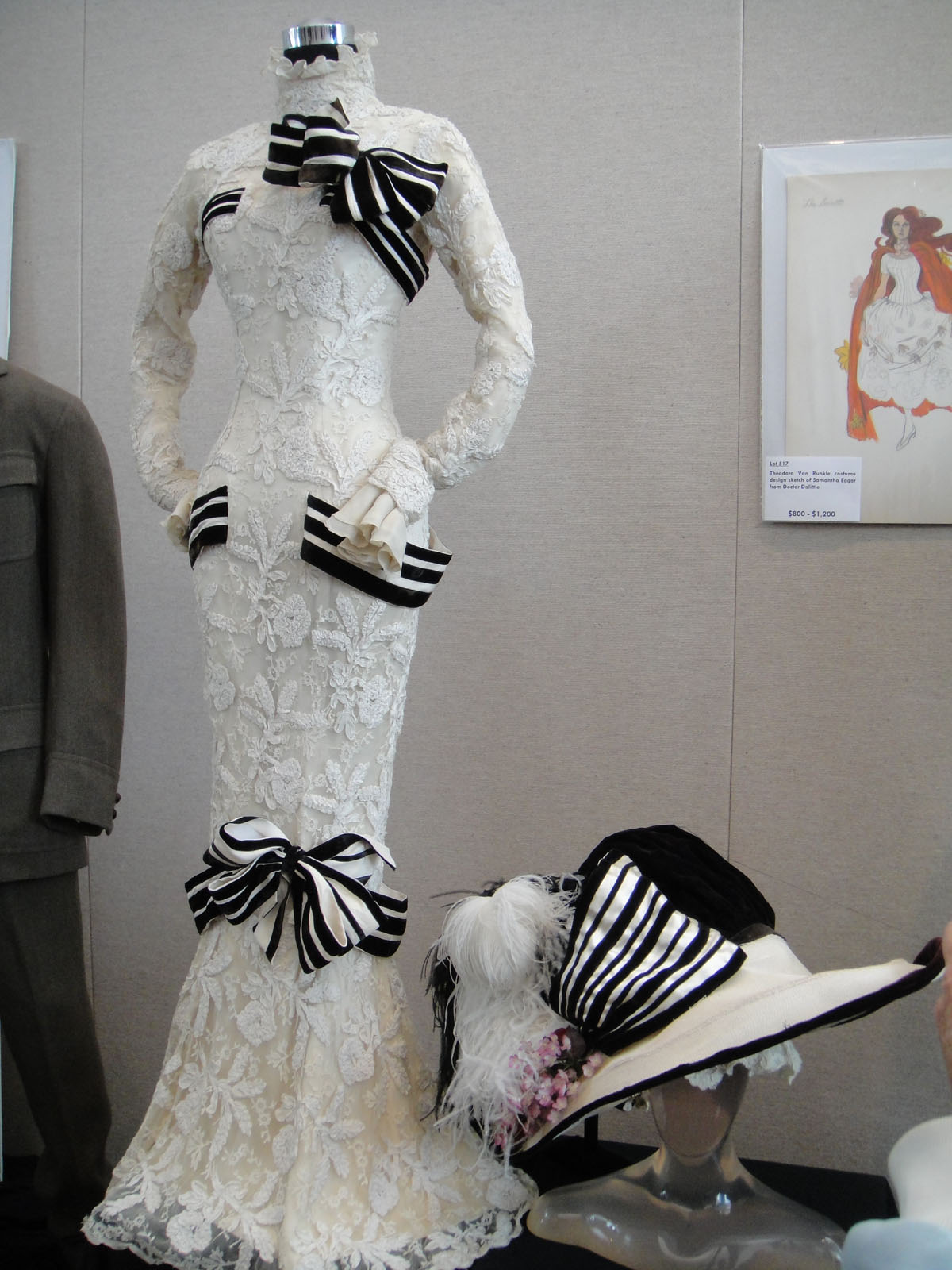
Сукня Одрі Гепберн з фільму

Професор філології Гіґінс посперечався з полковником Пікерінгом, що зможе за три місяці зробити із простого вуличного дівчиська, що торгує квітами, справжню леді.
Зазначений строк минув, і перед великосвітським товариством Лондона постала прекрасна незнайомка. На балі на честь королівської родини з Трансільванії вона дійсно виглядала аристократкою та навіть танцювала з іноземним принцом.
Експерт з фонетики, Золтан Карпаті (Теодор Бікел), який колись навчався у Гіґінса, намагався довідатися звідки ця таємнича леді. Після короткої розмови з Елізою він підтверджує, що вона королівського роду і навіть стверджує, що її занадто правильна мова свідчить про те, що вона найімовірніше іноземка, чим викликає сміх у Гіґінса, який був невисокої думки про «свого угорського учня».
Отже, тріумф: але, на нещастя для себе, дівчина закохалася у свого творця, а професор — завзятий нежонатий, «Старий вовк лапу собі відгризе, а в руки не дасться», то й на Елізу дивиться як на річ …

## Ролі виконують
- Одрі Гепберн — Еліза Дулітл
- Рекс Гаррісон — Генрі Гіґінс
- Стенлі Голловей — Альфред Дулітл
- Вілфрід Гайд-Вайт — полковник Г'ю Пікерінг
- Гледіс Купер — місис Гіґінс
- Мона Вошбурн — місис Пірс
- Джеремі Брет — Фредді Ейнсфорд-Гіл
- Теодор Бікел — Золтан Карпати
- Ізобел Елсом — місис Ейнсфорд-Гілл

## Музика з фільму
1. «Увертюра» (оркестр)

2. «Why Can't the English Learn to Speak?» (Рекс Гаррісон, Одрі Гепберн, Вілфрід Гайд-Вайт)

3. «Wouldn't It Be Loverly?» (Марні Ніксон (замість Одрі Гепберн))

4. «I'm an Ordinary Man» (Рекс Гаррісон)

5. «With a Little Bit of Luck» (Стенлі Голловей)

6. «Just You Wait» (Одрі Гепберн, Марні Ніксон)

7. «Servants Chorus» (Мона Вошбурн)

8. «The Rain in Spain» (Рекс Гаррісон, Одрі Гепберн, Марні Ніксон, Вілфрід Гайд-Вайт)

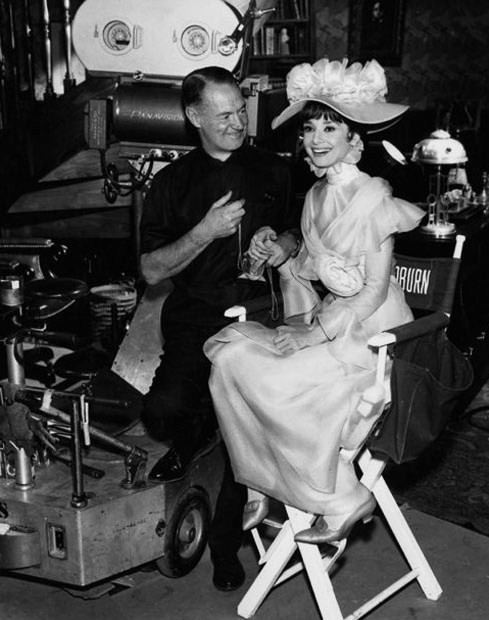
Гаррі Стредлінг і Одрі Гепберн. 1964

9. «I Could Have Danced All Night» (Одрі Гепберн, Марні Ніксон)

10. «Ascot Gavotte» (хор)

11. «On the Street Where You Live» (Білл Ширлі (замість Джеремі Брета))

12. «Перерва» (оркестр)

13. «Трансільванський марш» (оркестр)

14. «Посольський вальс» (оркестр)

15. «You Did It» (Рекс Гаррісон, Вілфрід Гайд-Вайт)

16. «Just You Wait (Reprise)» (Одрі Гепберн)

17. «On the Street Where You Live» (reprise) (Білл Ширлі (замість Джеремі Брета))

18. «Show Me» (Марні Ніксон, Білл Ширлі)

19. «Wouldn't It Be Loverly» (reprise) (Марні Ніксон (замість Одрі Гепберн))

20. «Get Me to the Church on Time» (Стенлі Голловей)

21. «A Hymn to Him (Why Can't a Woman Be More Like a Man?)» (Рекс Гаррісон, Вілфрід Гайд-Вайт)

22. «Without You» (Марні Ніксон, Рекс Гаррісон)

23. «I've Grown Accustomed to Her Face» (Рекс Гаррісон)

24. «Фінал» (оркестр)

## Навколо фільму
- Рекс Гаррісон був дуже розчарований, коли довідався, що роль Елізи буде грати Одрі Гепберн. Він сподівався працювати з Джулією Ендрюс. Він був стурбований тим, що Одрі Гепберн, яка була дочкою голландської баронеси, не зможе правдиво грати «квітникарку». Проте пізніше, коли його попросили назвати свою улюблену партнерку, не довго думаючи відповів — «Одрі Гепберн у „Моя чарівна леді“».
- У фільмі Одрі Гепберн грала 19-річну дівчину, а в реальному житті їй було насправді 35. 30-річний Джеремі Брет грає 20-річного Фредді.
- Коли Одрі Гепберн вперше увійшла в сукні Елізи для балу, вона була така прекрасна, що знімальна група та інші актори стояли мовчки дивлячись на неї, потім студія вибухнула оплесками та криками.
- Фільм «Моя чарівна леді», з бюджетом 17 млн. $, був найдорожчим фільмом Warner Brothers 1964 року, проте він став одним з найприбутковіших фільмів того часу.

## Нагороди
- 1964 Вісім премій «Оскар» Академії кінематографічних мистецтв і наук:
  - Премія «Оскар» за найкращий фільм — Джек Ворнер
  - Премія «Оскар» за найкращу режисерську роботу — Джордж К'юкор
  - Премія «Оскар» за найкращу чоловічу роль  — Рекс Гаррісон
  - Премія «Оскар» за найкращу операторську роботу — Гаррі Стредлінг
  - Премія «Оскар» за найкращий звук — Джордж Р. Гровс, Warner Brothers Studio
  - Премія «Оскар» за найкращу музику до фільму — Андре Превін
  - Премія «Оскар» за найкращу роботу художника-постановника — Джин Аллен, Сесіл Бітон і Джордж Джеймс Гопкінс
  - Премія «Оскар» за найкращий дизайн костюмів — Сесіл Бітон
- 1964 Три премії «Золотий глобус» Голлівудської асоціації іноземної преси:
  - Премія «Золотий глобус» за найкращий фільм — комедія або мюзикл
  - Премія «Золотий глобус» за найкращу режисерську роботу — Джордж К'юкор
  - Премія «Золотий глобус» за найкращу чоловічу роль — комедія або мюзикл — Рекс Гаррісон
- 1964 Премія BAFTA, Британської академії телебачення та кіномистецтва
  - Премія БАФТА за найкращий фільм «Моя чарівна леді»

### Інші нагороди
- Визнання Американського інституту кіномистецтва:
  - 1998 100 найкращих американських фільмів за 100 років за версією AFI — #91
  - 2002 100 найкращих американських фільмів за 100 років за версією AFI — #12
  - 2004 100 найкращих пісень з американських фільмів за 100 років за версією AFI:
    - I Could Have Danced All Night[en] — #17

  - 2006 Найкращі американські фільми-мюзикли за 100 років за версією AFI — #8